# SHARE Operating System
El sistema operativo SHARE Operating System, también conocido como SOS, fue creado en 1959 como una mejora del sistema operativo GM-NAA I/O, el primer sistema operativo, por el grupo de usuarios SHARE. El objetivo fundamental era mejorar la compartición de programas respecto a GM-NAA I/O.
SHARE Operating System proporcionaba nuevos métodos para gestionar los buffers y los dispositivos de entrada/salida, y, al igual que GM-NAA I/O, permitía la ejecución de programas realizados en lenguaje máquina.
Inicialmente funcionaba en ordenadores IBM 704, pero posteriormente fue portado a los IBM 709.
Más tarde IBM dio soporte al mismo bajo el nombre de IBSYS, portándolo a sus nuevos ordenadores basados en transistores, los IBM 7090 y 7094.